# MOSE-project

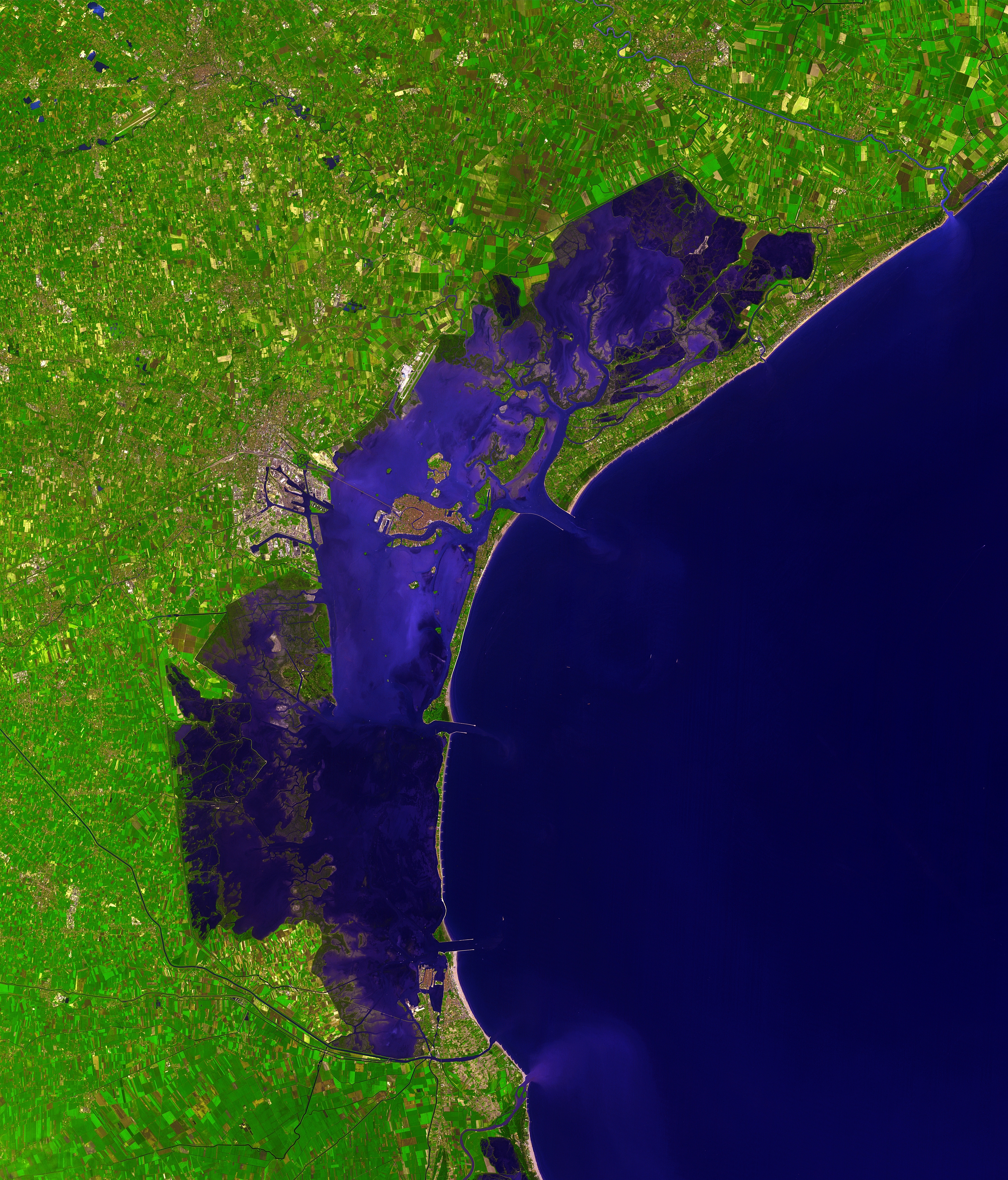
De Lagune van Venetië in 2001

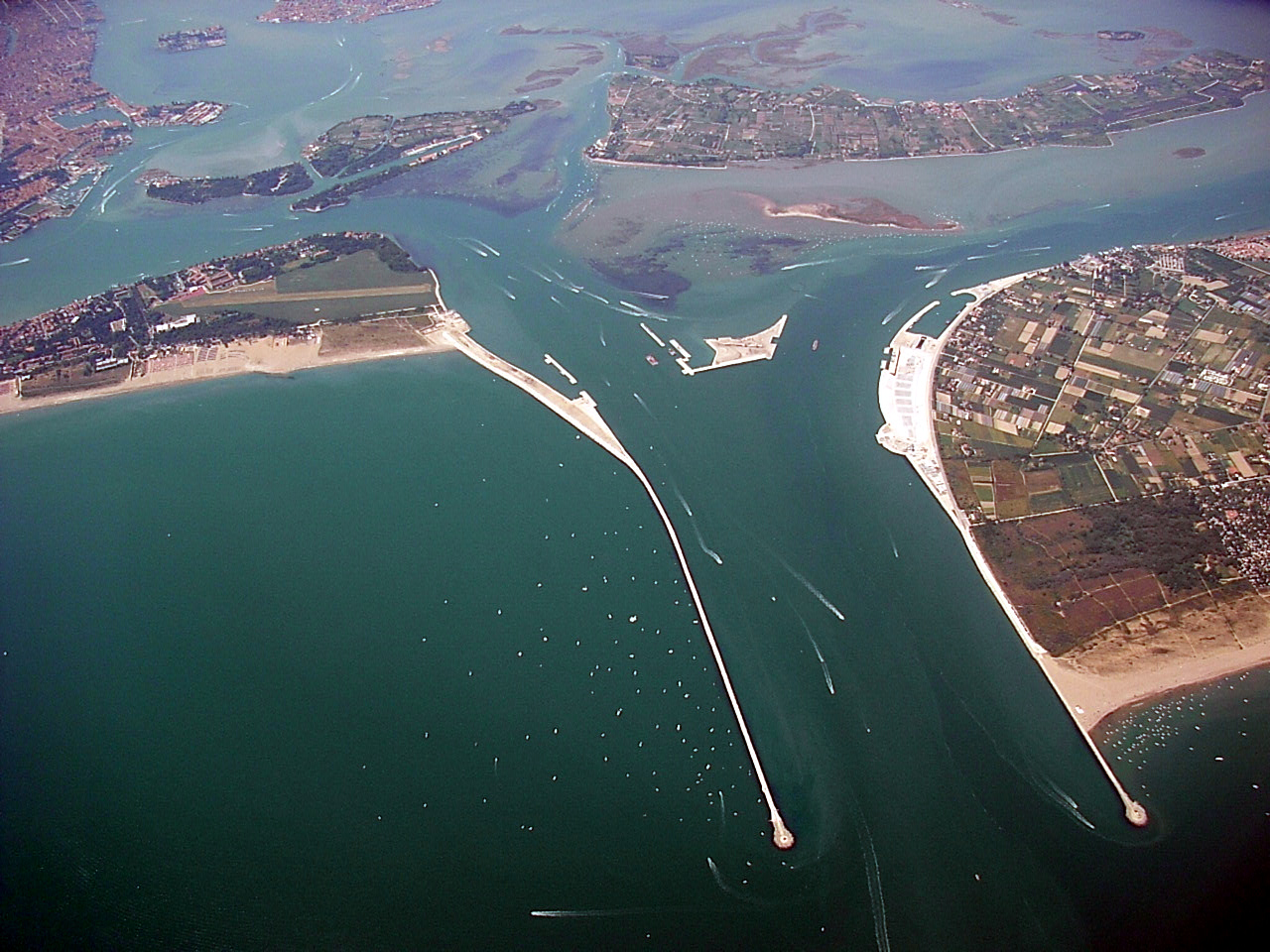
De ingang bij het Lido, zomer 2009

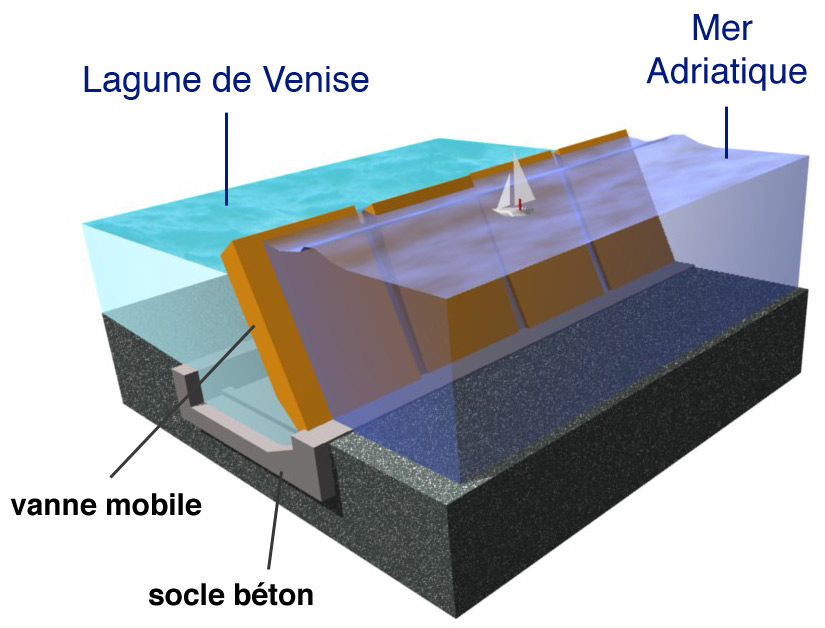
Een schematische doorsnede van de waterkering

Het MOSE-project (Italiaans: Modulo Sperimentale Elettromeccanico, "Experimentele elektromechanische module") is een stormvloedkering in Italië om de Lagune van Venetië af te kunnen sluiten van de Adriatische Zee en daarmee de kwetsbare stad Venetië te beschermen. De barrière is aangelegd bij de drie ingangen van de lagune, de bocche van het Lido, Malamocco en Chioggia. De beweegbare dam is gebouwd tussen 2003 en 2020. Het systeem wordt wel vergeleken met de Thames Barrier bij Londen en de Maeslantkering in Nederland.

## Waterstijging
Venetië heeft al sinds de stichting van de stad te kampen met overstromingen, maar in de 20e eeuw zijn de hoogwaterstanden, acqua alta genoemd, elkaar sneller gaan opvolgen. Niet alleen stijgt de zeespiegel, de stad zakt ook weg in de onstevige ondergrond. Venetië ligt inmiddels per saldo tot 25 cm lager dan in 1897, toen het officiële referentiepeil werd vastgesteld. Tussen de Romeinse tijd en de 20e eeuw bedroeg de lokale relatieve zeespiegelstijging ongeveer twee meter, gemiddeld 13 cm per eeuw. De stad verzakt door een combinatie van menselijk handelen en natuurlijke oorzaken. De biologische balans tussen afzetting en erosie in de lagune is verstoord door het oppompen van grondwater, grootschalige vuilstort en de aanleg van het industriegebied van Marghera en tot 18 meter diepe vaargeulen voor grote olietankers en cruiseschepen. Oeverranden eroderen daarbij in een hoger tempo door de golfslag die snelle motorboten in het water veroorzaken.
Op 36 plaatsen vloeit water uit het binnenland de lagune in, hierbij 's winters opgejaagd door de bora-wind. De ernstigste overstroming in de geschiedenis van de stad, die op 4 november 1966 tot 1,9 meter boven het gemiddelde peil reikte, was te wijten aan een combinatie van overvloedige regenval in het achterland en een ongunstige piek in de getijdenresonantie van de Adriatische Zee, versterkt door een uitzonderlijke sirocco-wind. Het MOSE-project maakt deel uit van een initiatief van de landelijke overheid om de weerbaarheid van de kustregio's te versterken met milieumaatregelen. Rond de lagune worden ook de zanderige stranden, steigers en kademuren in wijde omgeving ter lengte van meer dan 60 km verstevigd.

## Constructie
De stuw bestaat uit 78 scharnierende stalen caissons, die in rust in een betonnen bak op de zeebodem liggen en bij hoog water in een half uur tijd leeggepompt en omhooggebracht kunnen worden tot ze een hoek van 60° met de bodem maken, waardoor ze de toevoer van water vanuit de zee blokkeren. Elk segment is 20 meter breed, 5 meter dik en afhankelijk van de diepte van de zeebodem tot 30 meter lang, met een wanddikte van 120 mm. Als het gevaar is geweken, kunnen de onderdelen in een kwartier tijd weer worden neergelaten door ze te laten vollopen met water.
De kering, ontworpen om tot 60 cm zeespiegelstijging in de komende eeuw op te vangen, is functioneel tot een waterhoogte van 3 meter boven normaal. Tot 110 cm boven normaal volstaan andere maatregelen zoals het verhogen van kades. Het maximale hoogteverschil tussen het water aan beide zijden is 2 meter. De drie ingangen kunnen ook afzonderlijk of ten dele worden gesloten door slechts enkele segmenten omhoog te brengen. Door de breedte van een opening te verkleinen kan de toevoer van zeewater in de lagune worden vertraagd.
De 380 meter brede ingang bij Chioggia wordt afgesloten door 18 segmenten, die bij Malamocco is 400 meter breed en heeft er 19. De ingang bij het Lido is meer dan 800 meter breed en is voorzien van een kunstmatig eiland in het midden, met ruimte voor 20 segmenten aan de ene en 21 aan de andere kant. Elk van de drie openingen wordt uitgerust met golfbrekers opgebouwd uit acropods en sluizen om de scheepvaart doorgang te blijven geven. De sluis bij Malamocco zal groot genoeg zijn voor de grootste schepen die in de haven van Mestre willen aanleggen.
Op 15 mei 2003 gaf de toenmalige premier Silvio Berlusconi het startsein voor wat het grootste bouwproject zou zijn in de naoorlogse geschiedenis van Italië. De kosten worden gedeeld door de lokale en nationale overheid, met steun van de Europese Investeringsbank, UNESCO en talloze kleinere fondsen. De uiteindelijke rekening wordt geraamd op circa 6 miljard euro, waarvan ruim twee derde reeds is betaald. Het onderhoud na de bouw is begroot op enkele miljoenen per jaar. Het management en de bediening worden gehuisvest in het oude Arsenale. De 16e-eeuwse bebouwing is hiervoor gerenoveerd. De bewegende delen van de waterkering zullen vijfjaarlijks worden losgekoppeld van de zeebodem voor regulier onderhoud in het grootste droogdok in het noordelijk arsenaal; het tijdelijke bouwdok op het Lido zal volgens de plannen worden ontmanteld. De bouw en het onderhoud geschieden onder de verantwoordelijkheid van de Magistrato alle Acque di Venezia, te vertalen als het Waterschap van Venetië, internationaal bekend als de Venice Water Authority, dat valt onder het Italiaanse Ministerie van Infrastructuur en Transport.
Op 3 oktober 2020 bewees de nieuwe stormvloedkering voor de eerste keer zijn nut. Ondanks het noodweer dat het noorden van Italië teisterde, met bij vloed extra hoog water, liep het San Marcoplein voor het eerst niet meer onder water, dankzij het omhoogklappen van de gele kleppen van de stormvloedkering. Een jaar eerder stond het water onder vergelijkbare omstandigheden nog bijna twee meter hoog.

## Naam
Mosè is de Italiaanse spelling van de naam van Mozes, de Bijbelse profeet die volgens het Oude Testament het water van Rode Zee spleet. De afkorting MOdulo Sperimentale Elettromeccanico werd bedacht voor een proefopstelling met één levensgroot caisson bij het Lido die tussen 1988 en 1992 werd getest.